# Шатнер, Мордехай
Мордехай Шатнер (ивр. מרדכי שטנר‎; 1904 году, Снятын, Королевство Галиции и Лодомерии — 16 апреля 1964 года, Иерусалим, Израиль) — израильский государственный и общественный деятель. Член Временного совета. Посланник ишува в Европу. Глава регионального совета Гильбоа. Один из подписантов Декларации независимости Израиля. Первый опекун государственных земель Израиля. Представитель министерства финансов в Иерусалиме. Один из основателей города Нацрат-Иллит и мемориала Яд ва-Шем. Член комиссии по избранию судей первого состава Верховного суда Израиля.

## Биография
Родился в Снятыне, который в то время находился на территории Австро-Венгерской империи. Ещё в подростковом возрасте присоединился к движению «Ха-шомер ха-цаир». В период учёбы в гимназии стал членом «Гехалуца» и прошёл подготовку в Германии. Впервые в Палестине побывал в 1924 году, а в 1925 году эмигрировал и стал одним из основателей кибуца Эйн-Харод.
В 1927 году послан движением Союз молодых евреев в качестве представителя в Германию. В 1929 году избран депутатом Сионистского конгресса от движения «Поалей Цион». Вскорости после создания партии МАПАЙ стал её членом. В ноябре 1933 года стал посланником профсоюзного комитета в нацистской Германии, где занимался подготовкой молодёжи из движения «Гехалуц» к переезду в Палестину. По своей работе, неоднократно контактировал с руководителями нацистского движения, в частности с Адольфом Эйхманом. В 1935 году вернулся в Палестину. В 1938 году был послан от движения «Алия молодых» в Вену. После аншлюса Австрии переехал в Англию. В Англии был ответственным за организацию представительства движения «Алия молодых». В 1941 году вернулся в Палестину. В первой половине 1940-х годов занимал должность главы регионального совета Гильбоа.
В декабре 1944 года назначен заместителем председателя Национального совета. В июле 1945 года стал членом управления организации по сбору средств для ветеранов войны в составе Еврейской бригады. Тогда же стал членом правления Национального совета. В рамках своей должности, занимался темами коммуникаций, импорта палестинских еврейских товаров, помощью арестованным подпольщикам еврейского ишува. Был арестован во время массовой операции британских сил против еврейского подполья 29 июня 1946 года (так называемая «Чёрная суббота»). Заключён в лагерь для арестованных в Атлите. Через два дня переведён в тюрьму в Рафиахе. Был заключён там в течение трёх недель и являлся старостой еврейских заключённых. После расформирования лагеря, переведён в лагерь для руководства ишува в Латруне, где содержался до 5 ноября 1946 года. Потом был главой экономической комиссии в Национальном совете. До создания государства, также занимался предоставлением гражданских услуг населению.
После провозглашения государства, был членом Временного совета (предшественника Кнессета). В апреле 1949 года назначен представителем министерства финансов в Иерусалиме. Занимался восстановлением и развитием города. Много сделал для создания общественных коммуникаций в Иерусалиме (в частности в проведении водопровода). Занимался строительством жилья для расселения жителей палаточных лагерей и созданием для них рабочих мест. После создания комиссии по строительству правительственного комплекса в Иерусалиме, осенью 1949 года, Шатнер стал главой этой комиссии. В конце того же года, стал главой Экономической иерусалимской организации, пост который он занимал до 1952 года.
В декабре 1951 года назначен опекуном государственных земель Израиля. В мае 1952 года подал в отставку с поста по развитию Иерусалима, однако продолжал занимать пост руководителя управления экономики Иерусалима до своей смерти. В августе 1953 года назначен руководителем Управления развития. Руководил основанием города Нацрат-Иллит и был одним из шести организаторов Яд ва-Шема. Входил в состав комиссии по избранию судей первого состава Верховного суда Израиля.
В конце 1955 года подал в отставку почти со всех постов и создал комитет по сбережениям и уменьшению расходов при министерстве финансов. Был одним из организаторов общественного движения за бережливость в Израиле. Занимал этот пост до своей смерти.
Мордехай Шатнер скончался 16 апреля 1964 года в Иерусалиме. Похоронен на Гар а-Менухот.
Его именем назван общественный центр «Мерказ Шатнер» в районе Гиват-Шауль в Иерусалиме, находящийся на улице, которая также названа именем Шатнера.
Через два года после его смерти, национальная ассоциация по бережливости издала книгу «Бережливость в национальной экономике», посвящённую его памяти.

## Семья
У Шатнера с женой было четверо детей. Две дочери (Сара Леэв и Рахель Цион) и два сына.
- Давид Шатнер — специалист по вопросам водных ресурсов и границ. Участник переговоров по заключению мирных соглашений с палестинцами, Иорданией и Сирией.
- Шлёма Шатнер — заместитель управляющего государственным бюджетом в министерстве финансов, бизнесмен, много сделал для развития фирмы по автобусным перевозкам «Дан».

Родственниками Мордехая Шатнера были американский киноактёр Уильям Шетнер и географ профессор Ицхак Шатнер.